# Weltmeisterschaften im Gewichtheben 1910
Im Jahr 1910 fanden die 13. und 14. Weltmeisterschaften im Gewichtheben statt:
- Düsseldorf, Deutsches Kaiserreich vom 4. bis 6. Juni 1910 mit 57 Gewichthebern aus sieben Nationen[2]
- Wien, Cisleithanien vom 9. bis 10. Oktober 1910 mit fünfzehn Gewichthebern aus zwei Nationen[2]

## Medaillengewinner
| Disziplin                                        | Gold                 | Silber          | Bronze           |
| ------------------------------------------------ | -------------------- | --------------- | ---------------- |
| 13. Weltmeisterschaften in Düsseldorf, Vierkampf |                      |                 |                  |
| Federgewicht                                     | Emil Kliment         | Alfred Anschütz | Franz Schmitz    |
| Leichtgewicht                                    | Eugen Ruhland        | Karl Swoboda II | Josef Schwabl    |
| Mittelgewicht                                    | Hans Abraham         | Karl Ackermann  | Rudolf Oswald    |
| Superschwergewicht                               | Josef Grafl          | Heinrich Rondi  | Berthold Tandler |
| 14. Weltmeisterschaften in Wien, Fünfkampf       |                      |                 |                  |
| Mittelgewicht                                    | Leopold Hennermüller | Johann Eibel    | Leopold Bartasek |
| Superschwergewicht                               | Josef Grafl          | Karl Swoboda    | Berthold Tandler |

## Medaillenspiegel
Die Platzierungen im Medaillenspiegel sind nach der Anzahl der gewonnenen Goldmedaillen sortiert, gefolgt von der Anzahl der Silber- und Bronzemedaillen (lexikographische Ordnung). Weisen zwei oder mehr Nationen eine identische Medaillenbilanz auf, werden sie alphabetisch geordnet auf dem gleichen Rang geführt.
| Rang | Nation                | Gold | Silber | Bronze | Gesamt |
| ---- | --------------------- | ---- | ------ | ------ | ------ |
| 1.   | Cisleithanien         | 4    | 3      | 5      | 12     |
| 2.   | Deutsches Kaiserreich | 2    | 3      | 1      | 06     |